# The Murmurs
The Murmurs fue un dúo de pop alternativo estadounidense de música compuesta por los cantautores Leisha Hailey y Heather Grody. Algún tiempo después, el dúo tomo caminos separados, Hailey se convirtió en la mitad de Uh Huh Her y Grody se convirtió en miembro fundador de Redcar.

## Historia

### The Murmurs
Leisha Hailey y Heather Grody comenzaron a actuar como The Murmurs en 1991 mientras ambas eran estudiantes de la American Academy of Dramatic Arts. lanzaron Who We Are, producida y liberada por William Basinski's Arcadia Records, en 1991. La banda se hizo popular en todo el East Village en Manhattan. En 1994, The Murmurs firmó con MCA Records. Lanzaron su álbum debut homónimo en un sello importante el mismo año. Su single "You Suck" consiguió tiempo en la radio y ganó la atención nacional. El dúo se expandió a un grupo de cuatro mujeres en el año 1997 con la incorporación de la bajista Sheri Ozeki y la baterista Sherri Solinger. Lanzaron Pristine Smut en 1997 y Blender un año después.

### Gush
En 2001, Hailey y Grody se reunieron como un grupo musical llamado Gush, que contó con más de un sonido indie rock. La banda también incluía a los miembros Jon Skibic, Casselden Brad y Doyle Dave. Lanzaron un álbum homónimo que fue vendido exclusivamente en sus shows en vivo.

### Redcar
En 2005, tras la ruptura de Gush, Heather Reid (ex Grody) y Jon Skibic formaron la banda Redcar con Michael Sullivan y Ryan MacMillan. Su álbum debut fue lanzado en marzo de 2007 y fue producido por el ganador del premio Grammy, el productor Greg Collins (U2 and Gwen Stefani). Reid también inició una compañía de discos, Phyllis Records.

## Miembros de la Banda
- Leisha Hailey, voz y guitarra acústica.
- Heather Grody, voz y guitarra acústica.
- Sheri Ozeki, bajo
- Sherri Solinger, batería.

## Discografía

### Álbumes
- Who Are We (1991)
- Murmurs (1994)
- Pristine Smut (1997)
- Blender (1998)

### Singles
- "All I Need To Know" (1994)
- "You Suck" (1994)
- "White Rabbit" (1995)
- "I'm A Mess" (1997)
- "La Di Da" (1998)
- "Smash" (1999)